# Kohabitationsverletzung

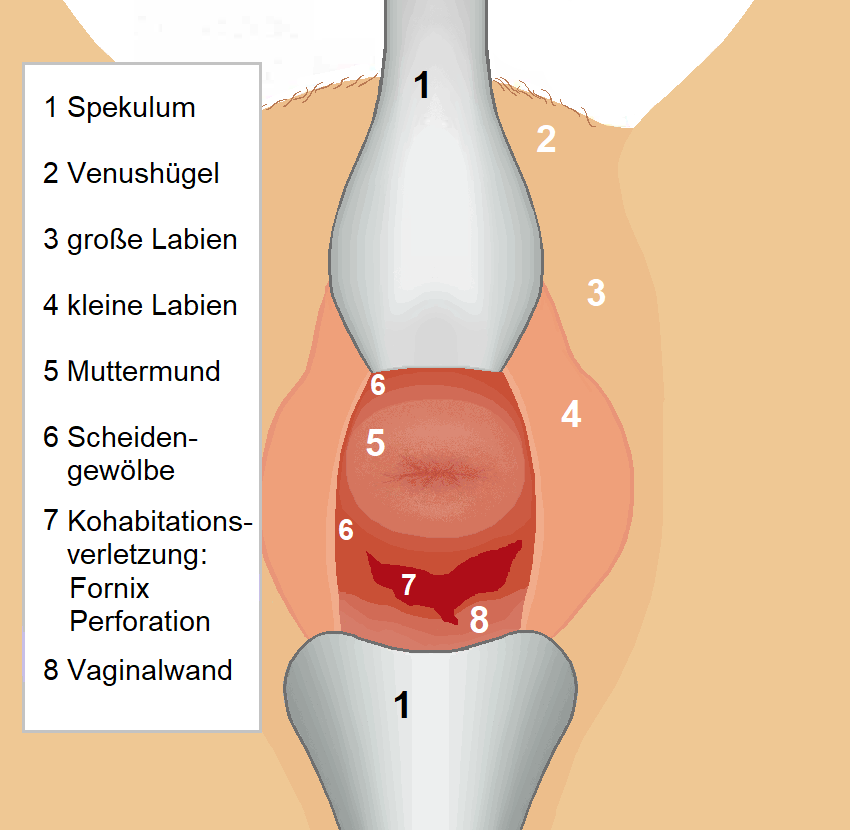
Kohabitationsverletzung:
Riss im Scheidengewölbe (Fornix vaginae).

Eine Kohabitationsverletzung ist eine durch Vaginalverkehr entstandene Verletzung am weiblichen oder am männlichen Genital, manchmal mit Verletzung angrenzender Gewebe und Organe des Beckens.

## Bei Mädchen und Frauen

### Bandbreite der Verletzungen

#### Lokalisation
Mögliche Lokalisationen von Kohabitationsverletzungen sind bei der Frau bzw. beim Mädchen im Scheidenvorhof, in der Gegend der Klitoris, am Harnröhrenwulst, am Scheideneingang, an der hinteren Scheidenwand, am hinteren Scheidengewölbe, am Damm. Selten kommen ausgedehnte Läsionen mit Eröffnung von Harnblase, Enddarm und Douglas-Raum vor.

#### Ätiologie
Ob bei der ersten Kohabitation (Defloration) das Hymen einreißt oder nicht, hängt von seiner Form und Beschaffenheit ab. Falls beim ersten Eindringen des Penis das Hymen einreißt, ist das eine in der Regel nicht behandlungsbedürftige geringfügige Kohabitationsverletzung. Nur in sehr seltenen Fällen bei ungewöhnlich starken Blutungen ist eine chirurgische Versorgung erforderlich.
Beim einvernehmlichen Vaginalverkehr prädisponierende Faktoren für Kohabitationsverletzungen sind ein Missverhältnis zwischen Penis und Vagina, der Zustand in der Zeit des Puerperiums, sowie Veränderungen nach der Menopause bei Involutionserscheinungen, wie dem Vorliegen einer vaginalen Atrophie.
Verletzungen können manchmal bei einer Vergewaltigung entstehen, besonders beim sexuellen Missbrauch eines Kindes, aber auch beim einvernehmlichen Vaginalverkehr erwachsener Partner. Dabei handelt es sich meistens um eine Sonderform des Pfählungstraumas. Verletzungen durch Vergewaltigung betreffen oftmals die Scheidenwand oder das Scheidengewölbe (Fornix vaginae). Vulvovaginale Verletzungen umfassen auch stumpfe Traumen der Vulva. Besonders bei Mädchen treten unter anderem ausgedehnte Quetsch- und Risswunden am Scheideneingang und am Damm auf.
Beim Missbrauch eines Mädchens aber auch bei Vergewaltigung einer Frau können der Hymenalsaum und die Vagina manchmal unversehrt bleiben, während der Damm einreißt (Dammriss) und der Penis ins rectovaginale Gewebe unter Zerreißung des Analschließmuskels bis zum Enddarm eindringt. Ebenso kann es zu einer Eröffnung des Douglas-Raums kommen. Durch die Öffnung können Darmschlingen in die Vagina verrutschen mit Darmverschluss als lebensbedrohliche Situation, wobei im Extremfall Gedärme aus der Vagina herausquellen. Erheblicher Blutverlust allein kann ohne sofortige medizinische Versorgung ebenfalls zum Tod führen.
Eine Vergleichsstudie (2011) von Frauen, die einvernehmlichen Vaginalsex hatten, und Opfern von Vergewaltigung ergab, dass bei einvernehmlichem Vaginalsex 6,9 Prozent der Frauen Genitalverletzungen hatten. Bei den vergewaltigten Frauen erlitten 22,8 Prozent Genitalverletzungen.
Penetration des Penis in eine Vagina mit einer anatomischen Anomalie, z. B. einem Vaginalseptum oder einer Hymenalatresie führt zu Verletzungen. Durch Einreißen der Schleimhautsegel können starke Blutungen auftreten. In der älteren Fachliteratur sind zwei seltene Fälle beschrieben, beim einen soll ein „habitueller Vaginismus“ und beim anderen eine „Verbildung des Penis“ zu Scheidenverletzungen geführt haben. Weitere Ursachen sind abnorme Sexualpraktiken.

### Behandlung

#### Sofortmaßnahmen
- sterile Vorlage im Bereich der Vulva
- keine Tamponade in die Vagina
- flache Lagerung, Hochlegen der Beine (Winkel 30°).
- venöse Zugänge für zwei bis drei großlumige Kanülen
- Analgesie und Anxiolyse
- Rettungswagen

#### Weitere Versorgung
Bei oberflächlichen Verletzungen kann die Versorgung unter Lokalanästhesie erfolgen. Die Ersttherapie gravierender Verletzungen wie tiefer und/oder stark blutender Wunden erfolgt chirurgisch durch Nähen unter Narkose, bei tieferen Wunden Gabe eines Antibiotikums.
Aufgrund der Betroffenheit der Frau oder des Kindes ist die sofortige Hinzuziehung einer Psychologin, notfalls eines Psychologen, unerlässlich.

### Prävention
Bei einer gesunden Frau mit intakter feuchter Vaginalschleimhaut ist beim einvernehmlichen Koitus die Reibung durch den Penis normalerweise schmerzfrei und bewirkt keine Verletzungen. Bei unzureichender Lubrikation oder übermäßiger zeitlicher Ausdehnung können durch die mechanische Irritation Schleimhautwunden entstehen. Auch der Penis kann vorne wundgerieben werden. Wenn in freier Natur (z. B. Sandstrand) oder auf einer unsauberen Unterlage Sand in die Vagina gelangt, entstehen in der Vagina und am Penis kleine Schürfwunden. Der Sand wird durch die Selbstreinigung der Schleimhaut wieder ausgeschieden. Eine Vaginaldusche würde eine Entzündung an den verletzten Schleimhautstellen eher begünstigen als verhindern.

In der Zeit des Wochenbetts (siehe Sex nach einer Geburt) kann auf Vaginalverkehr verzichtet werden.

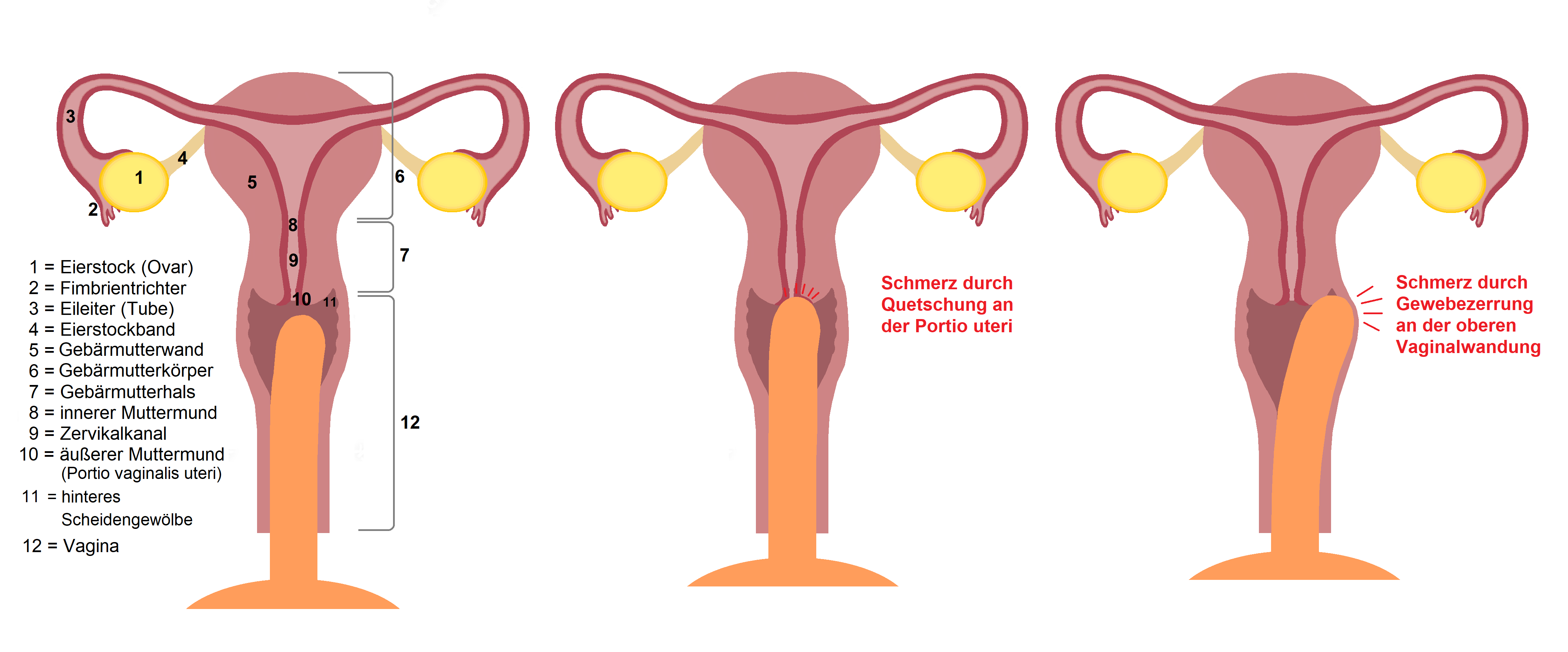
Mögliche Ursache für Schmerzen beim vaginalen Geschlechtsverkehr

Bei tiefem Eindringen, bei mangelnder Erregung der Frau oder wenn ihre Vagina noch im Ruhezustand ist, kann das Anstoßen des Penis am Muttermund Schmerzen auslösen. Wird von einem relativ langen Penis die Dehnungsfähigkeit der Vagina überschritten, kommt es zu Dyspareunie und möglicherweise einer Kohabitationsverletzung und Entzündung. Ein entsprechendes Missverhältnis kann bei einer sehr kurzen Vagina auftreten. Die Prävention besteht in beiden Fällen darin, auf genügend Klitorisstimulation zu achten und ggf. tiefes Eindringen zu vermeiden.

## Bei Jungen und Männern

### Bandbreite der Verletzungen

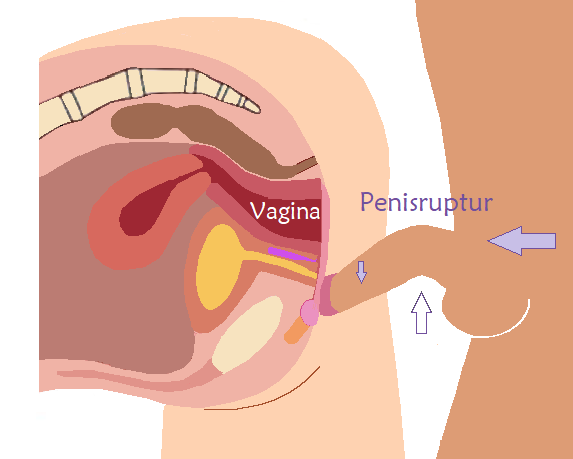
Risiko der Penisruptur

Mögliche Verletzungen durch Vaginalverkehr sind Hautläsionen am Penis oder ein Riss des Vorhautbändchens (Frenulum praeputii penis). Eine typische Kohabitationsverletzung ist die Penisruptur als besonders schwere Form eines Penistraumas, außerdem Hodentrauma und Nebenhodenverletzung. Die Gefahr einer Penisruptur besteht, wenn der Penis im erigierten Zustand stark nach unten gebogen wird.

### Behandlung
Jede Verletzung am männlichen Genital und der Analregion bedarf einer ärztlichen Untersuchung. Je nach Befund wird entschieden, ob sie konservativ oder chirurgisch behandelt wird. Eine Penisruptur ist ein medizinischer Notfall und bedarf der sofortigen chirurgischen Versorgung.

### Prävention
Vorbeugende Faktoren umfassen Rücksichtnahme im sexuellen Umgang, Sicherstellen ausreichender Lubrikation in der Vagina, Verwendung von Gleitmittel und  Verzicht auf Penetration bei bestehender Balanitis. Es sollten weiterhin Sexpositionen vermieden werden, die den Penis verbiegen, ebenso unachtsame Kopulationsbewegungen, bei denen der Penis herausrutschen und bei der nächsten Vorwärtsbewegung auf das knöcherne Becken der Partnerin auftreffen kann.

### Männliche Opfer von Übergriffen
Männer erleiden als Opfer von sexuellen Übergriffen noch häufiger Verletzungen als Frauen, ebenso und in noch höherem Ausmaß Jungen, die Opfer sexuellen Kindesmissbrauchs werden. Zu den Folgen zählen Läsionen am Genital, Blutungen, Analfissuren, Risse der Analschließmuskeln. Da sich die Betroffenen oft nicht sofort in ärztliche Behandlung begeben und manchmal aus Scham unwahre Angaben machen, erfordern möglicherweise sexuell bedingte Verletzungen – sowohl bei weiblichen als auch bei männlichen Patienten – von Ärzten besondere Wachsamkeit und ein geschultes Auge.